# Krzysztof Kciuk
Krzysztof Kciuk (Katowice, 11 juni 1980) is een Poolse darter die uitkomt voor de PDC. 

## Carrière

### PDC-carrière

#### 2020
Kciuk won zijn tourkaart voor 2020 en 2021 door als zevende te eindigen op de European Q-School Order of Merit van het eerstgenoemde jaar. In datzelfde jaar kwam hij samen met Krzysztof Ratajski uit voor Polen op de World Cup. De Polen wonnen in de eerste ronde van dat toernooi hun koppelwedstrijd met 5-0 in legs van het Zuid-Afrikaanse duo, bestaande uit Devon Petersen & Carl Gabriel. In de tweede ronde verloren ze hun singlewedstrijden van de Australiërs Simon Whitlock & Damon Heta.

#### 2021
Kciuk vormde opnieuw samen met Krzysztof Ratajski het Poolse koppel op de World Cup of Darts. In de koppelwedstrijd van de eerste ronde versloegen ze met 5-2 in legs de Tsjechen Karel Sedláček & Adam Gawlas. Dit deden ze met een gezamenlijk gemiddelde van 104.97 punten. In de tweede ronde stonden de Polen tegenover Schotland. Kciuk miste een matchdart in zijn individuele wedstrijd en zag vervolgens Peter Wright de wedstrijd winnen met 4-3 in legs. Ratajski verloor zijn wedstrijd van John Henderson.

#### 2022
Kciuk wist op 15 januari dagwinnaar te worden op de EU Q-School. Op die manier wist hij zijn tourkaart voor 2022 en 2023 zeker te stellen.

#### 2023
Kciuk kwam op de World Cup of Darts opnieuw uit voor Polen, waarbij hij een duo vormde met Krzysztof Ratajski. De Polen lieten tijdens hun tweede groepswedstrijd, die zij speelden tegen de Litouwse Darius Labanauskas en Mindaugas Barauskas, een gezamenlijk gemiddelde van 118,10 noteren, waarmee zij het record van het hoogste gezamenlijke gemiddelde op de World Cup of Darts verbraken. Het oude record stond op naam van Michael van Gerwen en Raymond van Barneveld, die in 2014 tezamen 117,88 gemiddeld gooiden.
In november won Kciuk in Boedapest de East Europe Qualifier voor het PDC World Darts Championship 2024. In de finale versloeg hij landgenoot Sebastian Białecki met een uitslag van 7-5. Het was voor het eerst in veertien jaar dat de Pool zich kwalificeerde voor het PDC-wereldkampioenschap.

## Resultaten op Wereldkampioenschappen

### BDO
- 2019: Laatste 16 (verloren van Scott Mitchell met 0-4)

### PDC
- 2010: Laatste 72 (verloren van Haruki Muramatsu met 1-4)
- 2024: Laatste 96 (verloren van Connor Scutt met 0-3)